# Windows Media Audio
Windows Media Audio (WMA) es una tecnología de compresión de audio desarrollada por Microsoft. El nombre puede usarse para referirse al formato de archivo de audio o al códec de audio. Es software propietario que forma parte de la suite Windows Media.
WMA consiste de cuatro códecs distintos. El códec WMA original, conocido simplemente como WMA, fue concebido como competidor al MP3 y al RealAudio. WMA Pro, un códec más moderno y avanzado, soporta audio surround y de alta resolución. También existe un formato de compresión sin pérdida, WMA Lossless, el cual comprime audio sin perder definición (el WMA regular tiene compresión con pérdida). Existe otra variación llamada WMA Voice, enfocada en contenido hablado, aplica compresión y está diseñado para tasas de bits muy bajas.

## Calidad de sonido
Microsoft también afirma que el audio codificado con WMA con tasas de bits menores tiene mejor calidad que MP3 codificado con tasas de bits superiores. Pruebas de escucha doble ciego con otros codecs de audio con pérdida muestran resultados diversos, algunos desmintiendo las afirmaciones de Microsoft, otros comprobándolas. Una prueba independiente hecha en mayo de 2004 con una tasa de bits de 128 kbit/s mostró que WMA es equivalente al LAME MP3; inferior al AAC y al Vorbis; y superior al ATRAC3.
Algunas conclusiones hechas por estudios recientes:
- A 32 kbit/s (enlace roto disponible en Internet Archive; véase el historial, la primera versión y la última)., WMA fue notablemente mejor que LAME MP3, pero no mejor que otros codecs modernos, en un test independiente hecho en julio de 2004.
- A 48 kbit/s, WMA 10 Pro fue nombrado segundo después del Nero HE-AAC y mejor que el WMA 9.2 en un test de escucha independendiente organizado por Sebastián Mares e Hydrogenaudio Forum en diciembre de 2006. Esta prueba, sin embargo, usó CBR para el WMA 10 Pro y VBR para los otros codecs.
- A 64 kbit/s, WMA Pro superó al Nero HE-AAC en una prueba independiente realizada por National Software Testing Labs en 2005. De los 300 participants, "71% indicaron que WMA Pro era de igual o mejor calidad que el HE AAC."
- A 80 kbit/s y 96 kbit/s, WMA tuvo peor calidad que HE-AAC, AAC-LC, y Vorbis; equivalente al MP3, y con mejor calidad que MPC en pruebas individuales realizadas en 2005.
- A 128 kbit/s, hay un empate entre aoTuV Vorbis, LAME MP3, WMA 9 Pro y AAC en una prueba a gran escala realizada en enero de 2006, con cada codec teniendo una calidad de sonido cercada a la del sonido sin comprimir para la mayoría de los participantes.
- A 768 kbit/s, WMA 9 Pro entregó respuesta de espectro completo a la mitad de la tasa de bits requerida por DTS en un test comparativo hecho por EDN en octubre de 2003. La prueba se hizo con una muestra de sonido a 48 kHz, 5.1 canales surround.

## Críticas a la calidad atribuida
Se ha criticado mucho las repetidas afirmaciones de Microsoft de la calidad códec. Un artículo de MP3 Developments afirma que no se compara el sonido de un CD y un archivo de audio WMA a 64 kbit/s.
WMA y MP3 son considerados equivalentes a una tasa de bits de 192 kbit/s. En 1999 un estudio financiado por Microsoft, National Software Testing Laboratories (NSTL) encontró que WMA codificado a 64 kbit/s era preferible al MP3 a 128 kbit/s (codificado con Musicmatch Jukebox). Sin embargo, una prueba pública realizada en septiembre de 2003 por Roberto Amorim concluyó que los participantes preferían al audio MP3 a 128 kbit/s que al WMA 64 kbit/s con Intervalo de confianza del 99%. Esta conclusión se aplica igualmente a otros codecs con la misma tasa de bits, llevando a Amorim a concluir:

Ningún códec da la misma calidad de sonido que el MP3 a la mitad de sus tasas de bits.

Es importante destacar que ambos codificadores han estado bajo desarrollo activo y han mejorado a lo largo de los años, así que su calidad relativa puede variar a lo largo del tiempo.
Una prueba pública realizada en julio de 2007 por Sebastián Mares encontró que el audio HE-AAC codificado a 64 kbit/s (con Nero Digital) está empatado estadísticamente con el WMA Pro a 64 kbit/s, en términos de preferencia del participante.